# Râul Calul, Neagra Șarului
Râul Calul este un afluent al râului Neagra Șarului. 